# Список астероїдів (32601—32700)
| Назва              | Тимчасове позначення | Дата відкриття  | Місце відкриття             | Відкривач                                              |
| ------------------ | -------------------- | --------------- | --------------------------- | ------------------------------------------------------ |
| (32601) 2001 QA181 | 2001 QA181           | 26 серпня 2001  | Паломарська обсерваторія    | NEAT                                                   |
| (32602) 2001 QE185 | 2001 QE185           | 21 серпня 2001  | Сокорро (Нью-Мексико)       | LINEAR                                                 |
| (32603) 2001 QL199 | 2001 QL199           | 22 серпня 2001  | Сокорро (Нью-Мексико)       | LINEAR                                                 |
| (32604) 2001 QP212 | 2001 QP212           | 23 серпня 2001  | Станція Андерсон-Меса       | LONEOS                                                 |
| 32605 Lucy         | 2001 QM213           | 23 серпня 2001  | Обсерваторія Дезерт-Іґл     | Вільям Йон                                             |
| (32606) 2001 QY217 | 2001 QY217           | 23 серпня 2001  | Станція Андерсон-Меса       | LONEOS                                                 |
| (32607) 2001 QH220 | 2001 QH220           | 23 серпня 2001  | Станція Андерсон-Меса       | LONEOS                                                 |
| (32608) 2001 QA231 | 2001 QA231           | 24 серпня 2001  | Обсерваторія Ґудрайк-Піґотт | Рой Такер                                              |
| (32609) 2001 QF243 | 2001 QF243           | 24 серпня 2001  | Сокорро (Нью-Мексико)       | LINEAR                                                 |
| (32610) 2001 QA245 | 2001 QA245           | 24 серпня 2001  | Сокорро (Нью-Мексико)       | LINEAR                                                 |
| (32611) 2001 QB253 | 2001 QB253           | 25 серпня 2001  | Сокорро (Нью-Мексико)       | LINEAR                                                 |
| (32612) 2001 QA256 | 2001 QA256           | 25 серпня 2001  | Сокорро (Нью-Мексико)       | LINEAR                                                 |
| (32613) 2001 QU265 | 2001 QU265           | 27 серпня 2001  | Обсерваторія Дезерт-Іґл     | Вільям Йон                                             |
| (32614) 2001 QY266 | 2001 QY266           | 20 серпня 2001  | Сокорро (Нью-Мексико)       | LINEAR                                                 |
| (32615) 2001 QU277 | 2001 QU277           | 19 серпня 2001  | Сокорро (Нью-Мексико)       | LINEAR                                                 |
| (32616) 2001 QH279 | 2001 QH279           | 19 серпня 2001  | Сокорро (Нью-Мексико)       | LINEAR                                                 |
| (32617) 2001 QY283 | 2001 QY283           | 18 серпня 2001  | Станція Андерсон-Меса       | LONEOS                                                 |
| (32618) 2001 QL293 | 2001 QL293           | 31 серпня 2001  | Обсерваторія Дезерт-Іґл     | Вільям Йон                                             |
| (32619) 2001 QC295 | 2001 QC295           | 24 серпня 2001  | Станція Андерсон-Меса       | LONEOS                                                 |
| (32620) 2001 QZ295 | 2001 QZ295           | 24 серпня 2001  | Станція Андерсон-Меса       | LONEOS                                                 |
| (32621) 2001 RZ    | 2001 RZ              | 8 вересня 2001  | Обсерваторія Ґудрайк-Піґотт | Рой Такер                                              |
| (32622) 2001 RZ16  | 2001 RZ16            | 11 вересня 2001 | Обсерваторія Дезерт-Іґл     | Вільям Йон                                             |
| (32623) 2001 RV23  | 2001 RV23            | 7 вересня 2001  | Сокорро (Нью-Мексико)       | LINEAR                                                 |
| (32624) 2001 RQ44  | 2001 RQ44            | 12 вересня 2001 | Паломарська обсерваторія    | NEAT                                                   |
| (32625) 2001 RZ45  | 2001 RZ45            | 15 вересня 2001 | Обсерваторія Амейя-де-Мар   | Жауме Номен                                            |
| (32626) 2001 RX64  | 2001 RX64            | 10 вересня 2001 | Сокорро (Нью-Мексико)       | LINEAR                                                 |
| (32627) 2001 RO69  | 2001 RO69            | 10 вересня 2001 | Сокорро (Нью-Мексико)       | LINEAR                                                 |
| (32628) 2001 RK70  | 2001 RK70            | 10 вересня 2001 | Сокорро (Нью-Мексико)       | LINEAR                                                 |
| (32629) 2001 RQ70  | 2001 RQ70            | 10 вересня 2001 | Сокорро (Нью-Мексико)       | LINEAR                                                 |
| (32630) 2001 RZ71  | 2001 RZ71            | 10 вересня 2001 | Сокорро (Нью-Мексико)       | LINEAR                                                 |
| (32631) 2001 RS74  | 2001 RS74            | 10 вересня 2001 | Сокорро (Нью-Мексико)       | LINEAR                                                 |
| (32632) 2001 RS75  | 2001 RS75            | 10 вересня 2001 | Сокорро (Нью-Мексико)       | LINEAR                                                 |
| (32633) 2001 RY93  | 2001 RY93            | 11 вересня 2001 | Станція Андерсон-Меса       | LONEOS                                                 |
| (32634) 2001 RU103 | 2001 RU103           | 12 вересня 2001 | Сокорро (Нью-Мексико)       | LINEAR                                                 |
| (32635) 2001 SN    | 2001 SN              | 16 вересня 2001 | Обсерваторія Фаунтін-Гіллс  | Обсерваторія Фаунтейн-Гіллс                            |
| (32636) 2001 SD58  | 2001 SD58            | 17 вересня 2001 | Сокорро (Нью-Мексико)       | LINEAR                                                 |
| (32637) 2021 P-L   | 2021 P-L             | 24 вересня 1960 | Паломарська обсерваторія    | К. Й. ван Гаутен, І. ван Гаутен-Ґроневельд, Т. Герельс |
| (32638) 2042 P-L   | 2042 P-L             | 24 вересня 1960 | Паломарська обсерваторія    | К. Й. ван Гаутен, І. ван Гаутен-Ґроневельд, Т. Герельс |
| (32639) 2050 P-L   | 2050 P-L             | 24 вересня 1960 | Паломарська обсерваторія    | К. Й. ван Гаутен, І. ван Гаутен-Ґроневельд, Т. Герельс |
| (32640) 2531 P-L   | 2531 P-L             | 24 вересня 1960 | Паломарська обсерваторія    | К. Й. ван Гаутен, І. ван Гаутен-Ґроневельд, Т. Герельс |
| (32641) 2595 P-L   | 2595 P-L             | 24 вересня 1960 | Паломарська обсерваторія    | К. Й. ван Гаутен, І. ван Гаутен-Ґроневельд, Т. Герельс |
| (32642) 2601 P-L   | 2601 P-L             | 24 вересня 1960 | Паломарська обсерваторія    | К. Й. ван Гаутен, І. ван Гаутен-Ґроневельд, Т. Герельс |
| (32643) 2609 P-L   | 2609 P-L             | 24 вересня 1960 | Паломарська обсерваторія    | К. Й. ван Гаутен, І. ван Гаутен-Ґроневельд, Т. Герельс |
| (32644) 2723 P-L   | 2723 P-L             | 24 вересня 1960 | Паломарська обсерваторія    | К. Й. ван Гаутен, І. ван Гаутен-Ґроневельд, Т. Герельс |
| (32645) 2763 P-L   | 2763 P-L             | 24 вересня 1960 | Паломарська обсерваторія    | К. Й. ван Гаутен, І. ван Гаутен-Ґроневельд, Т. Герельс |
| (32646) 3010 P-L   | 3010 P-L             | 24 вересня 1960 | Паломарська обсерваторія    | К. Й. ван Гаутен, І. ван Гаутен-Ґроневельд, Т. Герельс |
| (32647) 3109 P-L   | 3109 P-L             | 24 вересня 1960 | Паломарська обсерваторія    | К. Й. ван Гаутен, І. ван Гаутен-Ґроневельд, Т. Герельс |
| (32648) 3538 P-L   | 3538 P-L             | 17 жовтня 1960  | Паломарська обсерваторія    | К. Й. ван Гаутен, І. ван Гаутен-Ґроневельд, Т. Герельс |
| (32649) 4056 P-L   | 4056 P-L             | 24 вересня 1960 | Паломарська обсерваторія    | К. Й. ван Гаутен, І. ван Гаутен-Ґроневельд, Т. Герельс |
| (32650) 4070 P-L   | 4070 P-L             | 24 вересня 1960 | Паломарська обсерваторія    | К. Й. ван Гаутен, І. ван Гаутен-Ґроневельд, Т. Герельс |
| (32651) 4208 P-L   | 4208 P-L             | 24 вересня 1960 | Паломарська обсерваторія    | К. Й. ван Гаутен, І. ван Гаутен-Ґроневельд, Т. Герельс |
| (32652) 4319 P-L   | 4319 P-L             | 24 вересня 1960 | Паломарська обсерваторія    | К. Й. ван Гаутен, І. ван Гаутен-Ґроневельд, Т. Герельс |
| (32653) 4635 P-L   | 4635 P-L             | 24 вересня 1960 | Паломарська обсерваторія    | К. Й. ван Гаутен, І. ван Гаутен-Ґроневельд, Т. Герельс |
| (32654) 4640 P-L   | 4640 P-L             | 24 вересня 1960 | Паломарська обсерваторія    | К. Й. ван Гаутен, І. ван Гаутен-Ґроневельд, Т. Герельс |
| (32655) 4692 P-L   | 4692 P-L             | 24 вересня 1960 | Паломарська обсерваторія    | К. Й. ван Гаутен, І. ван Гаутен-Ґроневельд, Т. Герельс |
| (32656) 4711 P-L   | 4711 P-L             | 24 вересня 1960 | Паломарська обсерваторія    | К. Й. ван Гаутен, І. ван Гаутен-Ґроневельд, Т. Герельс |
| (32657) 4721 P-L   | 4721 P-L             | 24 вересня 1960 | Паломарська обсерваторія    | К. Й. ван Гаутен, І. ван Гаутен-Ґроневельд, Т. Герельс |
| (32658) 4800 P-L   | 4800 P-L             | 24 вересня 1960 | Паломарська обсерваторія    | К. Й. ван Гаутен, І. ван Гаутен-Ґроневельд, Т. Герельс |
| (32659) 4804 P-L   | 4804 P-L             | 24 вересня 1960 | Паломарська обсерваторія    | К. Й. ван Гаутен, І. ван Гаутен-Ґроневельд, Т. Герельс |
| (32660) 4826 P-L   | 4826 P-L             | 24 вересня 1960 | Паломарська обсерваторія    | К. Й. ван Гаутен, І. ван Гаутен-Ґроневельд, Т. Герельс |
| (32661) 4848 P-L   | 4848 P-L             | 24 вересня 1960 | Паломарська обсерваторія    | К. Й. ван Гаутен, І. ван Гаутен-Ґроневельд, Т. Герельс |
| (32662) 4900 P-L   | 4900 P-L             | 24 вересня 1960 | Паломарська обсерваторія    | К. Й. ван Гаутен, І. ван Гаутен-Ґроневельд, Т. Герельс |
| (32663) 5553 P-L   | 5553 P-L             | 17 жовтня 1960  | Паломарська обсерваторія    | К. Й. ван Гаутен, І. ван Гаутен-Ґроневельд, Т. Герельс |
| (32664) 6072 P-L   | 6072 P-L             | 24 вересня 1960 | Паломарська обсерваторія    | К. Й. ван Гаутен, І. ван Гаутен-Ґроневельд, Т. Герельс |
| (32665) 6107 P-L   | 6107 P-L             | 24 вересня 1960 | Паломарська обсерваторія    | К. Й. ван Гаутен, І. ван Гаутен-Ґроневельд, Т. Герельс |
| (32666) 6124 P-L   | 6124 P-L             | 24 вересня 1960 | Паломарська обсерваторія    | К. Й. ван Гаутен, І. ван Гаутен-Ґроневельд, Т. Герельс |
| (32667) 6180 P-L   | 6180 P-L             | 24 вересня 1960 | Паломарська обсерваторія    | К. Й. ван Гаутен, І. ван Гаутен-Ґроневельд, Т. Герельс |
| (32668) 6278 P-L   | 6278 P-L             | 24 вересня 1960 | Паломарська обсерваторія    | К. Й. ван Гаутен, І. ван Гаутен-Ґроневельд, Т. Герельс |
| (32669) 6287 P-L   | 6287 P-L             | 24 вересня 1960 | Паломарська обсерваторія    | К. Й. ван Гаутен, І. ван Гаутен-Ґроневельд, Т. Герельс |
| (32670) 6323 P-L   | 6323 P-L             | 24 вересня 1960 | Паломарська обсерваторія    | К. Й. ван Гаутен, І. ван Гаутен-Ґроневельд, Т. Герельс |
| (32671) 6537 P-L   | 6537 P-L             | 24 вересня 1960 | Паломарська обсерваторія    | К. Й. ван Гаутен, І. ван Гаутен-Ґроневельд, Т. Герельс |
| (32672) 6720 P-L   | 6720 P-L             | 24 вересня 1960 | Паломарська обсерваторія    | К. Й. ван Гаутен, І. ван Гаутен-Ґроневельд, Т. Герельс |
| (32673) 6742 P-L   | 6742 P-L             | 24 вересня 1960 | Паломарська обсерваторія    | К. Й. ван Гаутен, І. ван Гаутен-Ґроневельд, Т. Герельс |
| (32674) 6750 P-L   | 6750 P-L             | 24 вересня 1960 | Паломарська обсерваторія    | К. Й. ван Гаутен, І. ван Гаутен-Ґроневельд, Т. Герельс |
| (32675) 6755 P-L   | 6755 P-L             | 24 вересня 1960 | Паломарська обсерваторія    | К. Й. ван Гаутен, І. ван Гаутен-Ґроневельд, Т. Герельс |
| (32676) 6802 P-L   | 6802 P-L             | 24 вересня 1960 | Паломарська обсерваторія    | К. Й. ван Гаутен, І. ван Гаутен-Ґроневельд, Т. Герельс |
| (32677) 6806 P-L   | 6806 P-L             | 24 вересня 1960 | Паломарська обсерваторія    | К. Й. ван Гаутен, І. ван Гаутен-Ґроневельд, Т. Герельс |
| (32678) 7566 P-L   | 7566 P-L             | 17 жовтня 1960  | Паломарська обсерваторія    | К. Й. ван Гаутен, І. ван Гаутен-Ґроневельд, Т. Герельс |
| (32679) 1070 T-1   | 1070 T-1             | 25 березня 1971 | Паломарська обсерваторія    | К. Й. ван Гаутен, І. ван Гаутен-Ґроневельд, Т. Герельс |
| (32680) 1095 T-1   | 1095 T-1             | 25 березня 1971 | Паломарська обсерваторія    | К. Й. ван Гаутен, І. ван Гаутен-Ґроневельд, Т. Герельс |
| (32681) 1166 T-1   | 1166 T-1             | 25 березня 1971 | Паломарська обсерваторія    | К. Й. ван Гаутен, І. ван Гаутен-Ґроневельд, Т. Герельс |
| (32682) 1177 T-1   | 1177 T-1             | 25 березня 1971 | Паломарська обсерваторія    | К. Й. ван Гаутен, І. ван Гаутен-Ґроневельд, Т. Герельс |
| (32683) 1202 T-1   | 1202 T-1             | 25 березня 1971 | Паломарська обсерваторія    | К. Й. ван Гаутен, І. ван Гаутен-Ґроневельд, Т. Герельс |
| (32684) 1269 T-1   | 1269 T-1             | 25 березня 1971 | Паломарська обсерваторія    | К. Й. ван Гаутен, І. ван Гаутен-Ґроневельд, Т. Герельс |
| (32685) 1294 T-1   | 1294 T-1             | 25 березня 1971 | Паломарська обсерваторія    | К. Й. ван Гаутен, І. ван Гаутен-Ґроневельд, Т. Герельс |
| (32686) 2072 T-1   | 2072 T-1             | 25 березня 1971 | Паломарська обсерваторія    | К. Й. ван Гаутен, І. ван Гаутен-Ґроневельд, Т. Герельс |
| (32687) 3166 T-1   | 3166 T-1             | 26 березня 1971 | Паломарська обсерваторія    | К. Й. ван Гаутен, І. ван Гаутен-Ґроневельд, Т. Герельс |
| (32688) 4025 T-1   | 4025 T-1             | 26 березня 1971 | Паломарська обсерваторія    | К. Й. ван Гаутен, І. ван Гаутен-Ґроневельд, Т. Герельс |
| (32689) 4043 T-1   | 4043 T-1             | 26 березня 1971 | Паломарська обсерваторія    | К. Й. ван Гаутен, І. ван Гаутен-Ґроневельд, Т. Герельс |
| (32690) 4075 T-1   | 4075 T-1             | 26 березня 1971 | Паломарська обсерваторія    | К. Й. ван Гаутен, І. ван Гаутен-Ґроневельд, Т. Герельс |
| (32691) 4269 T-1   | 4269 T-1             | 26 березня 1971 | Паломарська обсерваторія    | К. Й. ван Гаутен, І. ван Гаутен-Ґроневельд, Т. Герельс |
| (32692) 4329 T-1   | 4329 T-1             | 26 березня 1971 | Паломарська обсерваторія    | К. Й. ван Гаутен, І. ван Гаутен-Ґроневельд, Т. Герельс |
| (32693) 4339 T-1   | 4339 T-1             | 26 березня 1971 | Паломарська обсерваторія    | К. Й. ван Гаутен, І. ван Гаутен-Ґроневельд, Т. Герельс |
| (32694) 4408 T-1   | 4408 T-1             | 26 березня 1971 | Паломарська обсерваторія    | К. Й. ван Гаутен, І. ван Гаутен-Ґроневельд, Т. Герельс |
| (32695) 1016 T-2   | 1016 T-2             | 29 вересня 1973 | Паломарська обсерваторія    | К. Й. ван Гаутен, І. ван Гаутен-Ґроневельд, Т. Герельс |
| (32696) 1055 T-2   | 1055 T-2             | 29 вересня 1973 | Паломарська обсерваторія    | К. Й. ван Гаутен, І. ван Гаутен-Ґроневельд, Т. Герельс |
| (32697) 1069 T-2   | 1069 T-2             | 29 вересня 1973 | Паломарська обсерваторія    | К. Й. ван Гаутен, І. ван Гаутен-Ґроневельд, Т. Герельс |
| (32698) 1104 T-2   | 1104 T-2             | 29 вересня 1973 | Паломарська обсерваторія    | К. Й. ван Гаутен, І. ван Гаутен-Ґроневельд, Т. Герельс |
| (32699) 1286 T-2   | 1286 T-2             | 29 вересня 1973 | Паломарська обсерваторія    | К. Й. ван Гаутен, І. ван Гаутен-Ґроневельд, Т. Герельс |
| (32700) 1351 T-2   | 1351 T-2             | 29 вересня 1973 | Паломарська обсерваторія    | К. Й. ван Гаутен, І. ван Гаутен-Ґроневельд, Т. Герельс |

| ← Астероїди 30001—40000 → |             |             |             |             |             |             |             |             |             |
| 30001—30100               | 31001—31100 | 32001—32100 | 33001—33100 | 34001—34100 | 35001—35100 | 36001—36100 | 37001—37100 | 38001—38100 | 39001—39100 |
| 30101—30200               | 31101—31200 | 32101—32200 | 33101—33200 | 34101—34200 | 35101—35200 | 36101—36200 | 37101—37200 | 38101—38200 | 39101—39200 |
| 30201—30300               | 31201—31300 | 32201—32300 | 33201—33300 | 34201—34300 | 35201—35300 | 36201—36300 | 37201—37300 | 38201—38300 | 39201—39300 |
| 30301—30400               | 31301—31400 | 32301—32400 | 33301—33400 | 34301—34400 | 35301—35400 | 36301—36400 | 37301—37400 | 38301—38400 | 39301—39400 |
| 30401—30500               | 31401—31500 | 32401—32500 | 33401—33500 | 34401—34500 | 35401—35500 | 36401—36500 | 37401—37500 | 38401—38500 | 39401—39500 |
| 30501—30600               | 31501—31600 | 32501—32600 | 33501—33600 | 34501—34600 | 35501—35600 | 36501—36600 | 37501—37600 | 38501—38600 | 39501—39600 |
| 30601—30700               | 31601—31700 | 32601—32700 | 33601—33700 | 34601—34700 | 35601—35700 | 36601—36700 | 37601—37700 | 38601—38700 | 39601—39700 |
| 30701—30800               | 31701—31800 | 32701—32800 | 33701—33800 | 34701—34800 | 35701—35800 | 36701—36800 | 37701—37800 | 38701—38800 | 39701—39800 |
| 30801—30900               | 31801—31900 | 32801—32900 | 33801—33900 | 34801—34900 | 35801—35900 | 36801—36900 | 37801—37900 | 38801—38900 | 39801—39900 |
| 30901—31000               | 31901—32000 | 32901—33000 | 33901—34000 | 34901—35000 | 35901—36000 | 36901—37000 | 37901—38000 | 38901—39000 | 39901—40000 |